# Gegendruckbremse
Die Gegendruckbremse ist eine dynamische Bremse bei Dampflokomotiven, die durch eine Kombination mehrerer Maßnahmen die Lokomotive durch Verdichtungsarbeit in den Antriebszylindern abbremst. Mit der Gegendruckbremse können Verschleiß und Überhitzung der Radreifen und Bremsbeläge durch das Bremsen vermieden und ohne Fadinggefahr eine dauerhaft hohe Bremskraft erreicht werden.
Die Gegendruckbremse darf nicht mit der Gegendampfbremse verwechselt werden, welche nur die Möglichkeit der Bremswirkung einer Dampfmaschine mit Rundschiebern ausnutzt und nicht als zusätzliches Bremssystem zugelassen ist.

## Geschichte
Die Erfindung der Gegendruckbremse wird meist Niklaus Riggenbach zugeschrieben, daher wird diese auch Riggenbach-Gegendruckbremse genannt. Das Bremssystem wurde in Fahrzeugen für die 1871 eröffnete Vitznau-Rigi-Bahn erstmals eingesetzt. Das gleiche Prinzip wurde jedoch bereits 1851 von dem in Wien tätigen schottischen Ingenieur John Haswell in der Lokomotive Vindobona für die Semmeringbahn verwirklicht.

## Funktionsweise

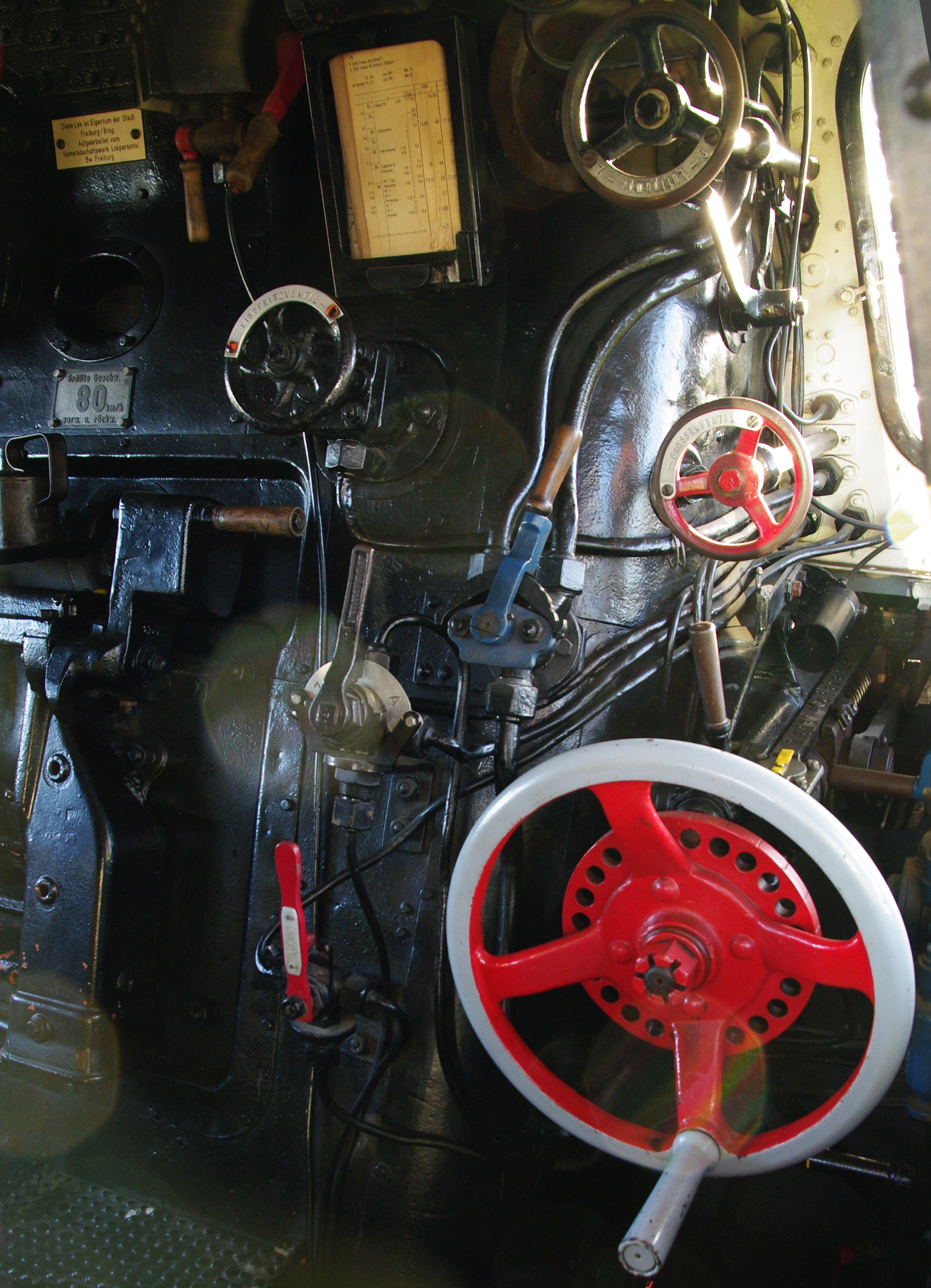
Bedienelemente für Gegendruckbremse im Führerstand einer Lok der Baureihe 85. Das Bild ist insoweit annotiert, bitte auf das Vorschaubild klicken und anschließend den Mauszeiger über das Bild bewegen.

Bei der Gegendruckbremse wird, vereinfacht gesagt, die Funktionsweise der Dampfmaschine umgedreht, indem man diese wie in einem Kolbenkompressor Luft verdichten lässt. Da der Dampf nach Arbeitsleistung in den Zylindern in der Rauchkammer durch das Blasrohr unterhalb des Kamins ausgestoßen wird, würden die Zylinder beim Betrieb als Luftverdichter ohne eine geänderte Luftzuführung über das Blasrohr die mit Rückständen verschmutzten Abgase ansaugen. Um dies zu vermeiden, wird das Blasrohr zur Rauchkammer hin verschließbar ausgeführt. Bei Nutzung der Gegendruckbremse wird mit dem Blasrohrverschluss zugleich eine separate Ansaugöffnung zwecks Zufuhr von sauberer Umgebungsluft freigegeben. Die Frischluftansaugöffnung hat keinen typischen Montagepunkt, befindet sich aber in der Regel in der Nähe der Zylinder. Ferner werden durch den Lokomotivführer die Steuerung entgegengesetzt der eigentlichen Fahrtrichtung ausgelegt und die Ausströmdrosselventile über den Schieberkästen betätigt. Über die Ausströmdrosselventile entweicht die komprimierte Luft, zumeist durch einen nachgeschalteten Schalldämpfer, in das Freie. Damit durch den entstehenden Druck im Schieberkasten und den Einströmrohren zwischen Regler und Schieberkasten der Regler nicht aufgedrückt werden kann, dienen die Drosselventile zugleich der Regulierung des Gegendruckes. Bei mit Gegendruckbremse ausgerüsteten Lokomotiven der Deutschen Reichsbahn galt deshalb die Vorgabe, dass der Schieberkastendruck 6 bar nicht übersteigen durfte.
Die Gegendruckbremse wird über ein Gestänge vom Führerstand aus bedient, wobei eine kombinierte Ansteuerung möglich ist. Bei ihr tritt die Gegendruckbremse automatisch in Kraft, sobald die Steuerung einen negativen Wert aufweist, also mit auf vorwärts ausgelegter Steuerung eigentlich im Rückwärtsgang arbeiten würde. Sobald die Steuerung eine negative Stellung erreicht hat, werden Ansaugöffnung und Abluftleitung freigegeben.
Um ein Überhitzen der Zylinder durch die Wärmeentwicklung bei starker Verdichtungsarbeit zu verhindern, muss eine Möglichkeit zur Einspritzung von (Heiß-)Wasser in die Ansaugluft gegeben sein. Die Wassermenge wird dabei mit dem Verdichtungsgrad erhöht (in der Regel direkt abhängig von der Steuerung). Ohne diese Wassereinspritzung bestünde die Gefahr, dass der Ölfilm in den Zylindern durch zu hohe Temperaturen zerstört würde.

## Eigenschaften von Lokomotiven mit Gegendruckbremse
Mit einer Gegendruckbremse ist es nicht nur möglich, eine eingestellte Bremskraft geschwindigkeitsabhängig zu halten; die Bremsleistung verstärkt sich sogar bei höherer Geschwindigkeit. In diesem Punkt unterscheidet sie sich von Reibungsbremsen, die bei Geschwindigkeitserhöhung in ihrer Wirkung aufgrund von Fading meist nachlassen. Die eigentliche Bremsleistung hängt direkt mit der Drehzahl des Rades zusammen, das heißt, je mehr Umdrehungen das Rad in der gleichen Zeit macht, desto mehr Bremsleistung kann aufgebracht werden. Die Lokomotive kann somit, trotz wechselnden Gefälles, in einem engen Geschwindigkeitsbereich gehalten werden, ohne dass zwingend etwas an der Einstellung geändert werden muss, und ist somit die ideale Beharrungsbremse, eine Bremse, bei der die Geschwindigkeit – in der Regel im Gefälle – gehalten, aber nicht reduziert werden soll.
Heutige Lokomotiven haben auf der Seite, auf der die verdichtete Luft den Zylinder verlässt, einen Schalldämpfer. Die verdichtete Luft wird in der Regel über den Kamin abgeführt, damit darin der Zug für die Feuerung erhalten bleibt und der Hilfsbläser nicht eingesetzt werden muss. Die Dampflok-typischen Auspuffschläge ertönen so auch bei aktiver Gegendruckbremse, wobei ein Tonhöhen- und Lautstärkenunterschied zum normalen Auspuffschlag erkennbar ist. Die Anzahl der Auspuffschläge pro Radumdrehung wird allerdings nicht verändert.

## Einsatzbereiche
Riggenbach-Gegendruckbremsen fanden besonders bei Dampflokomotiven, die auf längeren Gefällestrecken eingesetzt waren, und bei Zahnradbahn-Lokomotiven (z. B. bei der Wiener Kahlenbergbahn) Anwendung. Für den Betrieb auf Steilstrecken war ihr Vorhandensein unabdingbar, da diese dynamische Bremse bei Dampfloks die vorgeschriebene dritte unabhängige Bremse ist.
Ein weiteres Einsatzgebiet der Gegendruckbremse fand sich im Mess- und Versuchswesen. Eine mit Gegendruckbremse ausgestattete Dampflokomotive kann durch die Möglichkeit der stetigen, weitgehend verschleißfreien Bremsung als Bremslokomotive genutzt werden, also eine definierte Zuglast herbeiführen und damit bei den zu untersuchenden Triebfahrzeugen die Bedingungen einer Fahrt im Beharrungszustand (einem Bewegungszustand, bei dem die Antriebsmaschine nur die zur Tilgung der Fahrwiderstände nötige Arbeit aufbringt) simulieren. Einige dieser Dampflokomotiven wurden deshalb in Deutschland bis Mitte der 1970er Jahre als Bremslokomotiven eingesetzt, zum Beispiel die Baureihe 19 / DR-Baureihe 19 (Reko) und die 18 314 im VES-M Halle oder die 18.3 des BZA Minden.